# ヴァレリ・ボジノフ
ヴァレリ・エミロフ・ボジノフ（ブルガリア語: Валери Емилов Божинов, ラテン文字転写: Valeri Emilov Bozhinov又はBojinov, 1986年2月15日 - ）は、ブルガリア・ヴェリコ・タルノヴォ州ゴルナ・オリャホヴィツァ出身のサッカー選手。ポジションはフォワード。PFKセプテムヴリ・ソフィア所属。
ボイノフとも表記される（後述）。

## 経歴

### キャリア初期
ブルガリアのゴルナ・オリャホヴィツァに生まれたボジノフは、元バスケットボールブルガリア代表の母ペパ (Pepa) と1990年代にブルガリア代表としてプレーしたディフェンダーの義父サショ・アンゲロフと共に12歳の時にマルタへと移住した。
当時USレッチェのスポーツディレクターを務めていたパンタレオ・コルヴィーノに13歳の時に見出され、ピエタ・ホットスパーズFCから3000万リラ（約1万5000ユーロ）でレッチェの下部組織に入団した。

### レッチェ
レッチェに移住したボジノフは、2002年1月22日に15歳11か月でセリエAの外国人選手の最年少出場記録を更新するプロデビューを飾ると、2004年1月11日のボローニャFC戦 (1-2) で待望の初得点にしてセリエAの外国人選手として最年少得点記録をも更新した。以降は定位置を確保していき、翌2004-05シーズンにズデネク・ゼーマン監督が就任すると、ボジノフは彼の標榜する攻撃サッカーにフィットし前半戦だけで11得点を挙げる活躍を見せ、2004年12月2日に契約を2009年までの1年延長した。

### フィオレンティーナ
2005年1月の移籍市場で移籍金1300万ユーロ＋ハイメ・バルデスでACFフィオレンティーナと契約。だが、レッチェ時代の活躍は鳴りを潜め、ファブリツィオ・ミッコリの相方を同時期に加入したジャンパオロ・パッツィーニと争うこととなり、翌2005-06シーズンになるとミッコリは退団したものの、今度は新加入のルカ・トーニの相方を再度パッツィーニと争っていた。

### ユヴェントス
2006年7月10日にアドリアン・ムトゥと交換で2部のユヴェントスFCへ1年間のレンタル移籍で加入した。リーグ優勝を果たしたものの、18試合で5得点を力をフルに示すことが出来ず、シーズン終了後には再びフィオレンティーナへ戻った。

### マンチェスター・シティ
2007年8月3日に移籍金非公開でマンチェスター・シティFCと4年契約を締結。移籍後程なくの8月にマンチェスター・ユナイテッドFCとのマンチェスター・ダービーで膝の十字靱帯を断裂したため5ヶ月の離脱となった。2008年1月22日に全体練習に復帰し、2月11日のリザーブ試合で途中出場するとエミール・ムペンザのクロスから頭で得点を挙げた。2月25日にエヴァートンFC戦でスヴェン＝ゴラン・エリクソン監督はボジノフ起用を試みたが叶わず、最終的に2007-08シーズン残りをリザーブで過ごし、数試合の出場にとどまった。
心機一転で臨んだ2008-09シーズンは、シーズン前の親善試合であるストックポート・カウンティFC戦や8月9日のACミラン戦で得点を挙げ好調さを見せていたが、8月17日のアストン・ヴィラ戦前のウォーミングアップ中にアキレス腱断裂の重傷になったことで半年の離脱が決定した。2009年2月中旬になると、マーク・ヒューズ監督はボジノフが復帰間近と伝え、2月17日にリザーブのマンチェスター・ユナイテッド戦で65分出場し、ペナルティーキックを決めた。
3月1日のウェストハム・ユナイテッドFC戦で89分に待望の復帰を果たし、アストン・ヴィラ戦でエラーノに代わり83分から再び途中出場した。3月22日のサンダーランドAFC戦では先発出場し、負傷から復帰したクレイグ・ベラミーと65分に交代。5月16日のトッテナム・ホットスパーFC戦（アウェイ1-2）で61分に同胞のマルティン・ペトロフに代わり途中出場すると、その4分後にマンチェスター・シティ移籍後初得点を挙げた。マンチェスター・シティ加入時に欧州サッカーレポーターのデイヴ・ファラーラは素晴らしい才能を持ち、ゲオルギ・キンクラーゼのようなスタイルでファンから人気を集めるだろうと評していたものの、2度の大怪我から出場機会は限られ、得点もトッテナム戦の1得点のみに終わった。

### パルマ
2009年7月29日にパルマFCへ1年間のレンタル移籍で2年ぶりにセリエAの舞台へ復帰すると、9月23日のSSラツィオ戦（アウェイ2-1）で初得点を挙げ、さらにペナルティーキックを獲得して勝利に貢献。最終的にチーム最多得点となる8得点を挙げ、チームの8位躍進を牽引する活躍が認められて2010年7月4日にパルマへ完全移籍することに合意した。翌2010-11シーズンは更なる飛躍が期待されたものの、前半戦にエルナン・クレスポ、後半戦にアマウリがチームの得点源として活躍したことで控えに甘んじ、途中出場での役割が主となり3得点にとどまった。

### スポルティング
2011年7月7日に保有権80%が買い取られ、移籍金260万ユーロ＋インセンティブ350万ユーロでスポルティングCPと契約。また、この取引の一環としてチリ代表のハイメ・バルデスが再度交換要員として使われ、パルマにレンタル移籍した。8月25日にUEFAヨーロッパリーグ 2011-12予選プレイオフのFCノアシェラン戦で公式戦初出場、10月24日のジル・ヴィセンテFC戦 (6-1) でスーペル・リーガ初得点を記録した。
2012年1月20日にスポルティングCPは、前日に行われたタッサ・ダ・リーガのモレイレンセFC戦でのボジノフの行動に対し、同選手を好ましからざる人物としてチームのトレーニングアカデミーやスタジアムへの入場を禁止した。1-1の引き分けの最中の試合終了間際にジェフレン・スアレスがペナルティーエリア内で倒されペナルティーキックを獲得した。普段はPKキッカーとしてマティアス・フェルナンデスが指名されていたものの、この時にボジノフは彼を押しのけボールを奪う行動に出たことでチーム内でのルールを無視したとして罰則を与えられることとなった。なお、同試合で得たPKは相手GKに止められ、チームは1-1で引き分けに終わった。以降の出場機会は訪れず、古巣レッチェからのオファーもあり、2月4日に同クラブへ貸し出された。スポルティングCP時代はリッキー・ファン・ウォルフスウィンケルとアンドレ・カリージョとの定位置争いに苦しみ、ドミンゴス・パシエンシア監督の下で主に交代要員として起用されていた。

### 期限付き移籍
古巣レッチェで嘗ての輝きを取り戻せなかったボジノフは、2012年8月31日に1年間の期限付き移籍でイタリア・セリエBのエラス・ヴェローナFCと契約し、9月29日のASバーリ戦で初得点を記録した。
2013年1月24日に半年の期限付き移籍で同リーグのヴィチェンツァ・カルチョが決定し、出場2試合目となった2月2日のSSユーヴェ・スタビア戦で初得点、USグロッセートFC戦（アウェイ2-1）で2得点目を記録した。
2012-13シーズン終了に伴いスポルティングCPに復帰したするも、チームの居場所は既になく、2013年9月7日に放出された。

### レフスキ・ソフィア
2014年2月、レフスキ・ソフィアに加入し、自身初の母国でのプレーとなった。

### テルナーナ
2014年9月、テルナーナ・カルチョに移籍。再びイタリアに復帰した。同クラブには1シーズン所属。27試合に出場し6得点を記録した。

### パルチザン
2015年6月14日、セルビア・スーペルリーガに属するパルチザン・ベオグラードに移籍した。1シーズン目ではリーグ戦31試合に出場し18得点8アシストを記録した。　

### 梅州五華
2017年2月22日、梅州五華足球倶楽部に移籍した。

### ローザンヌ
2017-18シーズンよりスイス・スーパーリーグのFCローザンヌ＝スポールへ加入したが、2017年10月4日にクラブとの契約を解除しフリーとなった。

### リエカ
2018年2月7日、プルヴァHNLのHNKリエカと2年間の延長オプション付きでシーズン終了までの契約を締結した。

### ブルガリア
2018年、POFKボテフ・ヴラツァに移籍。レフスキ・ソフィアへの復帰を経て、再びPOFKボテフ・ヴラツァに移籍。

### デルフィーノ・ペスカーラ
2020年2月、デルフィーノ・ペスカーラ1936に移籍。

### レフスキ・ソフィア（3度目）
2020年9月、再びレフスキ・ソフィアに移籍。

## 代表歴
ブルガリア代表未経験ながらもUEFA EURO 2004の最年少選手（18歳4か月）して一員に名を連ね、グループリーグ最終節のイタリア戦で46分にゾラン・ヤンコヴィッチに代わり初出場を飾った。なお、この出場によりUEFA欧州選手権での最年少出場記録でベルギー代表のエンツォ・シーフォに次いで2番目の若さとなっている。同年8月にアイルランドとの親善試合で初得点を記録した。

## 人物
2007年に歌手のアリシアと結婚し、同年9月12日に息子を授かる。2011年からはニコライ・ミハイロフの元彼女でプレイメイトのニコレタ・ロザノヴァと結婚し、2012年に娘を授かっている。

## 姓の表記について
日本ではしばしばボイノフとも表記されるが、これは複数回の翻字によって生じたものと思われる。ブルガリア語におけるキリル文字"ж"は有声後部歯茎摩擦音を表し、zhかjに翻字するのが適当とされている（こちらを参照のこと）。これにしたがってラテン文字でBojinovと表記されたものを日本のメディアが"j"を硬口蓋接近音と誤解したことから生じたものであると推測され、音声的には甚だしく「ж」から乖離している。

## 関連人物
- パンタレオ・コルヴィーノ - レッチェ時代にボジノフをスカウトした人物